# 진천 금성대군 사당
진천 금성대군 사당(鎭川 錦城大君 祠堂)은 충청북도 진천군 초평면 용기리에 있는 사당이다. 1990년 12월 14일 충청북도의 문화재자료 제10호로 지정되었다.

## 개요
세종대왕의 여섯째 아들인 금성대군(1426∼1457)의 위패를 모신 사당이다.
어머니는 소헌왕후이며 이름은 유(瑜)이고, 1433년에 금성대군으로 봉해졌다. 형인 수양대군이 단종을 폐위시키고 왕이 되자 조카인 단종의 복위를 꾀하다 반역죄로 처형당하였다.
사당은 영조 16년(1740)에 세운 것이고 1974년에 보수하였다. 앞면 3칸·옆면 2칸 규모로, 지붕은 옆면에서 볼 때 사람 인(人)자 모양을 한 맞배지붕으로 꾸몄다.

## 같이 보기
- 금성대군

## 참고 자료
- 진천 금성대군 사당 - 국가유산청 국가유산포털